# 勋章菊
勋章菊（学名：Gazania rigens），也称作勋章花，是菊科勋章菊属多年生宿根草本植物，原产於南非和莫桑比克，性喜温暖向阳，是很好的园林花卉，适宜布置花坛和花境，也是很好的插花材料。因其整个花序如勋章，故名勋章菊。勋章菊花朵绚丽多彩，花瓣亮泽，早晨开放，晚上闭合，持续10餘天；花期大概为春末至初夏，喜阳光，喜生长於较凉爽的地方，耐旱，耐贫瘠土壤；半耐寒，因此在冬季较温和的地区可顺利越冬。

## 特征
勋章菊株高15－40厘米，叶披针形或线形，深绿色，丛生，长15厘米，全缘或有浅羽裂，一般背面有白色丝状柔毛，有的品种叶两面都有浅色毛。一些品种能四季开花，花色包括红、橙、黄、粉、白等颜色。勛章菊的染色體數為2n=18。
勋章菊的属名是根据希腊塞萨洛尼基学者的姓氏命名的，Gazania是其姓氏的拉丁化形式。
勋章菊在日本的花语是“我为你感到骄傲”、深爱、清白、灿烂。

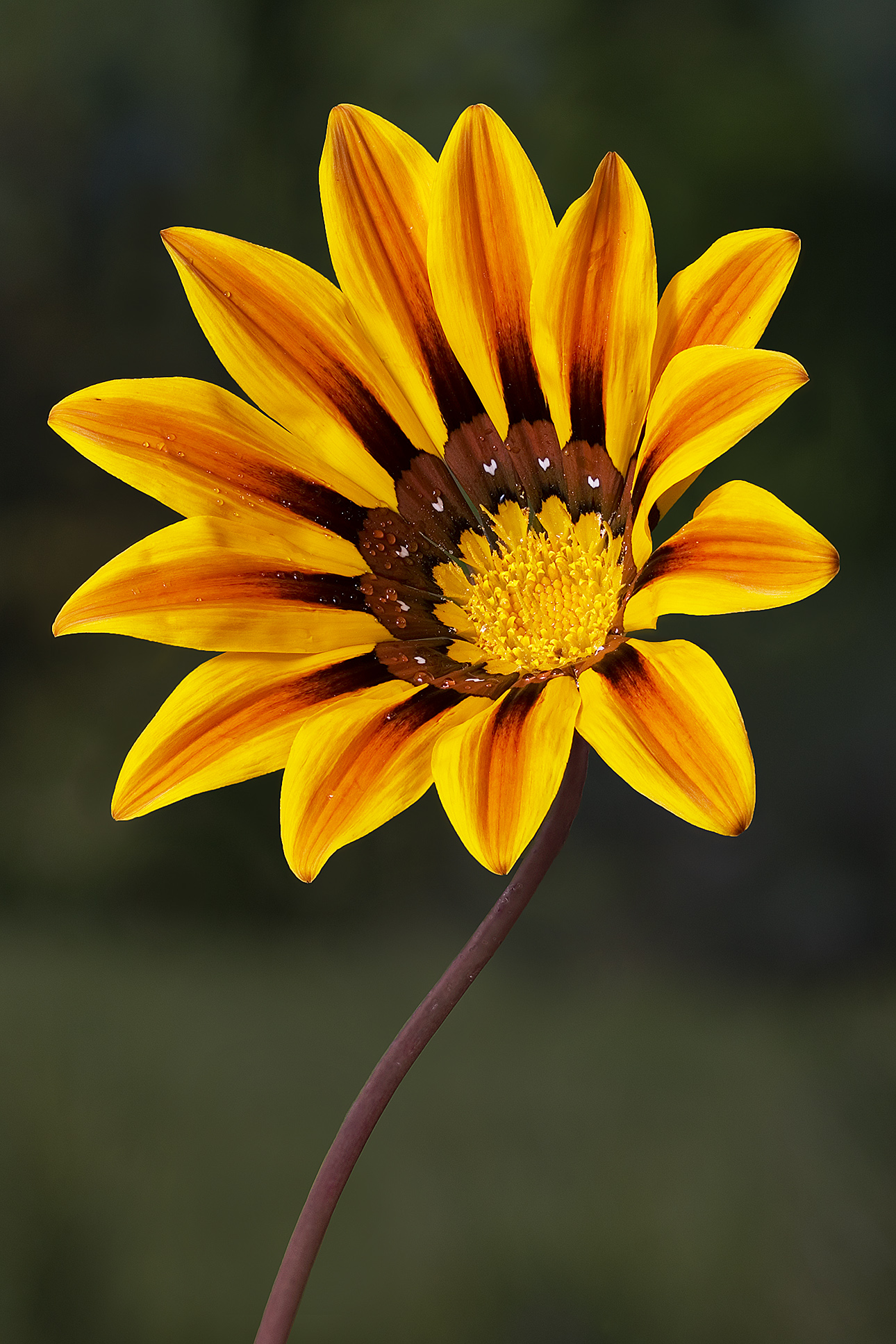
丛生勳章菊
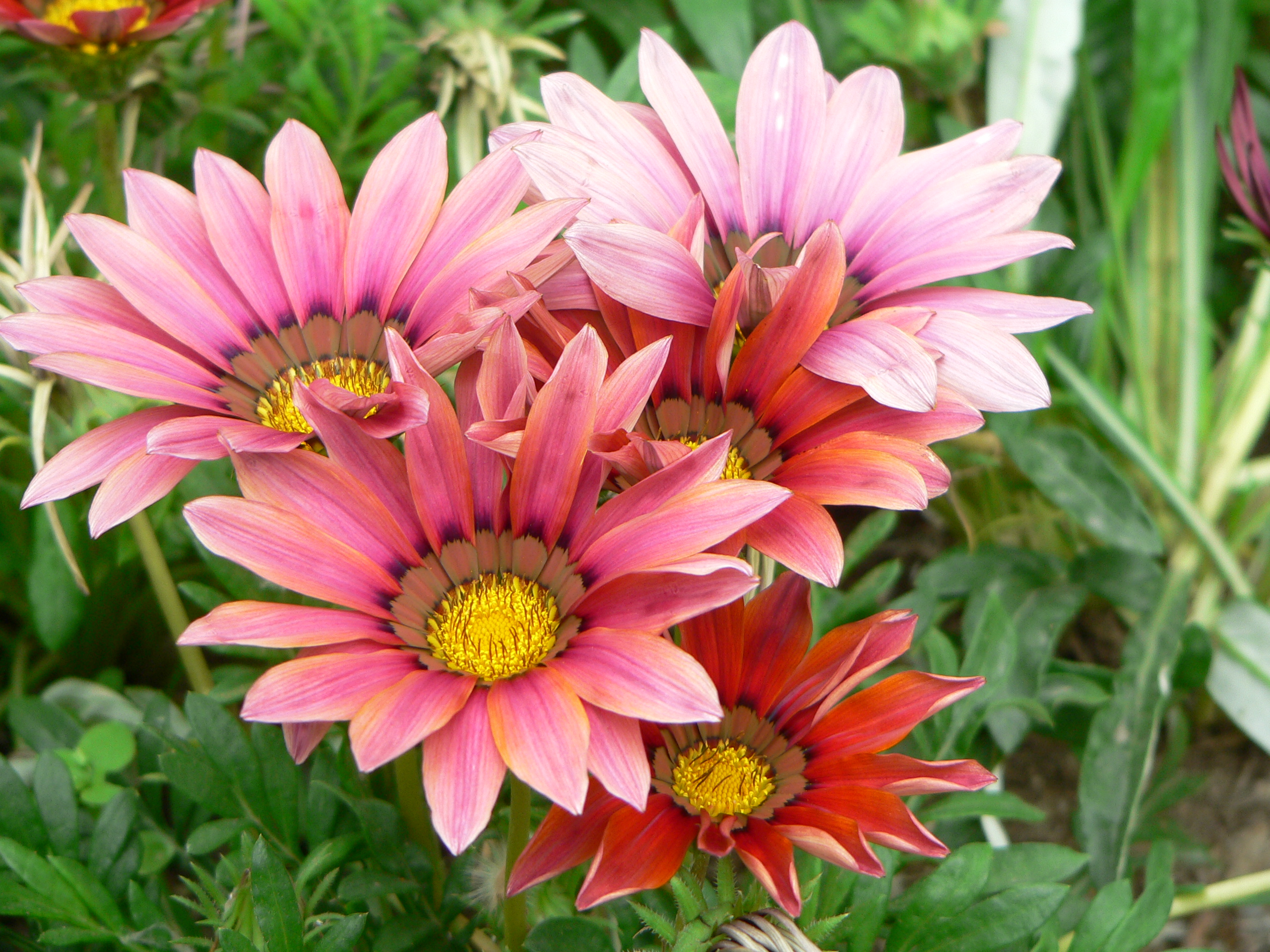
北京植物园的勋章菊
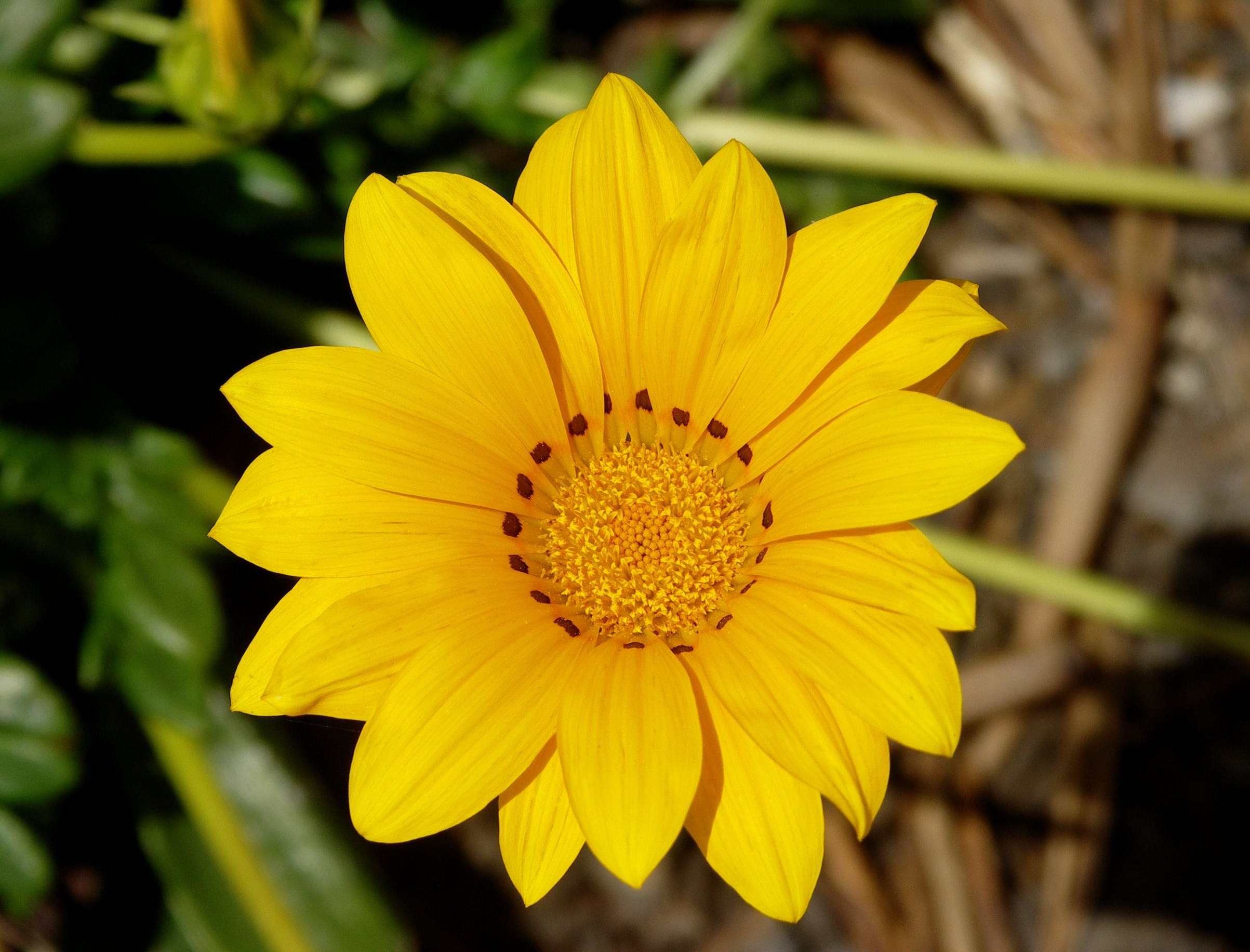
蔓生勋章菊
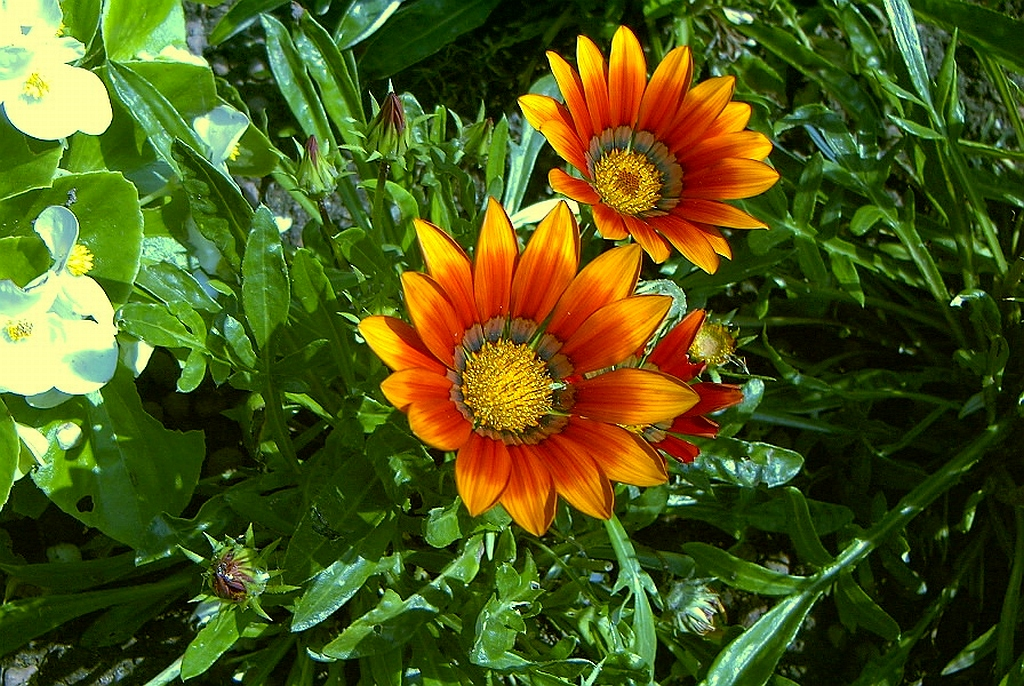
Gazania

## 栽培
勛章菊耐高温，怕积水，生长适宜温度为13－20℃，可用播种、分株、扦插或植物组织培养的方法繁殖，可4月春播或9月秋播。病害有灰霉病、红蜘蛛和蚜虫，灰霉病可用1:1:100波尔多液或70%甲基托布津（商品名，日本曹达株式会社的注册商标）1000倍液喷洒，红蜘蛛和蚜虫可分别用2.5%鱼藤精乳油1000倍液和40%氧化乐果乳油1500倍液喷杀。

## 变种
- Gazania rigens (L.) Gaertn. var. leucolaena (DC.) Roessler.：蔓生勋章菊。
- Gazania rigens (L.) Gaertn. var. rigens：丛生勋章菊，特点是头状花序大，直径4－8厘米，舌状花黄色，每舌片基部都有一个黑色眼斑[3]。
- Gazania rigens (L.) Gaertn. var. uniflora (L.f.) Roessler

## 主要栽培种
- 小调 Chansonette
- 黎明 Daybreak
- 迷你星 Mini-Star
- 天才 Talent
- 太阳 Sun
- Fiesta Red

## 外部連結
- 伊的芬芳花園－勳章菊播種[永久]
- 禾風之捻花惹草－勳章菊 （页面存档备份，存于）
- 深遂森林－勳章菊